# Ivar Sjölin
Ivar Sjölin (né le 28 septembre 1918 à Lidköping et mort le 10 septembre 1992) est un lutteur suédois spécialiste de la lutte libre. Il participe aux Jeux olympiques d'été de 1948 et combat dans la catégorie des poids plumes en lutte libre. Il y remporte la médaille d'argent.

## Palmarès

### Jeux olympiques
- Jeux olympiques de 1948 à Londres,  Royaume-Uni
  -  Médaille d'argent.